# Magnetostrykcja

Magnetostrykcja

Magnetostrykcja – zjawisko powstawania odkształceń w ferromagnetykach pod wpływem pola magnetycznego. Zjawiskiem odwrotnym jest efekt Villariego (Emilio Villari, 1836–1904). Zmiana rozmiarów pod wpływem pola magnetycznego może mieć charakter liniowy lub objętościowy.
Zależność między względną zmianą rozmiarów ciała a indukcją pola magnetycznego charakteryzuje wzór:
{\displaystyle {\frac {\Delta l}{l}}=k_{l}B^{2},}
gdzie:
{\displaystyle {\frac {\Delta l}{l}}} – wydłużenie względne,
{\displaystyle k_{l}} – współczynnik proporcjonalności magnetostrykcji liniowej,
{\displaystyle B} – indukcja magnetyczna.
Zjawisko odkryte w 1842 roku przez Jamesa Joule’a podczas obserwacji magnesowania żelaza i stali.
Jest jednym z charakterystycznych przykładów obowiązywania w fizyce zasady wzajemności.
Zjawisko magnetostrykcji można powszechnie obserwować pośrednio bez żadnych przyrządów, ponieważ często można zetknąć się charakterystycznym buczącym dźwiękiem wydawanym przez urządzenia elektryczne, głównie transformatory montowane w stacjach transformatorowych. Zmienny prąd elektryczny wytwarza zmienne pole magnetyczne, które wywołuje zmianę wymiarów materiału, zmiana ta przenosi się na powietrze i może być słyszana jako dźwięk. Częstotliwość dźwięku jest dwa razy większa od częstotliwości napięcia i dla sieci elektroenergetycznej w Polsce wynosi 2·50 Hz = 100 Hz.

## Współczynnik magnetostrykcji
Wartość współczynnika magnetostrykcji, oznaczanego grecką literą {\displaystyle \lambda ,} nie jest stała i zależy od rodzaju ferromagnetyka. Ponadto zmienia się wraz ze wzrostem indukcji magnetycznej. Zazwyczaj wartość współczynnika magnetostrykcji podaje się dla stanu nasycenia, i oznacza symbolem {\displaystyle \lambda _{s}.} Co więcej, znak tego współczynnika może być dodatni (wydłużanie) lub ujemny (skracanie). Mówi się wówczas o magnetostrykcji dodatniej bądź ujemnej. Na przykład dla niklu magnetostrykcja liniowa jest zawsze ujemna – drut niklowy w zewnętrznym polu magnetycznym ulega skróceniu, podczas gdy w przypadku żelaza znak magnetostrykcji zależy od wartości indukcji: dla słabych pól magnetycznych jest ona dodatnia, a dla silnych – ujemna.

## Zastosowanie
Efekt magnetostrykcji jest wykorzystywany m.in. w generatorach ultradźwięków. Zjawisko odwrotne do magnetostrykcji wykorzystuje się w precyzyjnych czujnikach ciśnienia i naprężenia.
Efekt magnetostrykcji w przemyśle elektrotechnicznym występuje często jako zjawisko niekorzystne, wywołujące falę akustyczną wokół maszyny elektrycznej, transformatora lub dławika indukcyjnego. Ograniczenie hałasu generowanego przez transformator czy dławik indukcyjny pracujący w obecności wyższych harmonicznych napięcia i prądu jest trudnym wyzwaniem technicznym, wymuszającym zastosowanie nowoczesnych materiałów magnetycznych do budowy magnetowodu.